# کریستفرید گاناندر
کریستفرید گاناندر (انگلیسی: Christfried Ganander; ۲۱ نوامبر ۱۷۴۱ – ۱۷ فوریهٔ ۱۷۹۰) فرهنگ‌نویس، زبان‌شناس، و نویسنده اهل سوئد بود.